# 松平康休
松平 康休（まつだいら やすひろ）は、江戸時代中期の旗本。

## 経歴
松平康詮の子として生まれる。明和6年（1769年）3月4日に父の遺跡を継ぐ。安永5年（1776年）11月18日に中奥小姓となり、安永6年（1777年）6月4日に従五位下内匠頭に叙任される。天明8年（1788年）6月1日に小姓組番頭、寛政7年（1795年）3月7日に書院番頭となった。享和2年（1802年）12月11日に死去。

## 系譜
- 父：松平康詮
- 前妻：安部信允の娘
  - 長男：松平康彊
- 後妻：伊東長丘の娘